# Comuna de Linia
Linia (polaco: Gmina Linia) é uma gminy (comuna) na Polónia, na voivodia de Pomerânia e no condado de Wejherowski. A sede do condado é a cidade de Linia.
De acordo com os censos de 2004, a comuna tem 5711 habitantes, com uma densidade 47,7 hab/km².

## Área
Estende-se por uma área de 119,82 km², incluindo:
- área agricola: 52%
- área florestal: 37%

## Demografia
Dados de 30 de Junho 2004:
|                      | Total   | Total | Mulheres | Mulheres | Homens  | Homens |
| -------------------- | ------- | ----- | -------- | -------- | ------- | ------ |
|                      | pessoas | %     | pessoas  | %        | pessoas | %      |
| População            | 5711    | 100   | 2844     | 49,8     | 2867    | 50,2   |
| Densidade (pop./km²) | 47,7    | 100   | 23,7     | 23,7     | 23,9    | 23,9   |

De acordo com dados de 2005, o rendimento médio per capita ascendia a 1992,20 zł.

## Comunas vizinhas
- Cewice, Kartuzy, Luzino, Łęczyce, Sierakowice, Szemud